# 응우옌푹빈
응우옌푹빈(Nguyễn Phúc Bính, 1795년 10월 5일 ~ 1849년 11월 14일)은 베트남 응우옌 왕조의 황족이다. 절롱제의 제8번째 아들로, 어머니는 즈엉티스이다.

## 가족

### 자녀
- 아들 42명 딸 31명